# سكوت بيترسون
سكوت بيترسون (بالإنجليزية: Scott Peterson)‏ هو محرر أمريكي، ولد في 9 ديسمبر 1968.

## روابط خارجية
- سكوت بيترسون على موقع IMDb (الإنجليزية)
- سكوت بيترسون على موقع قاعدة بيانات الفيلم (الإنجليزية)